# Nepetalactona
A nepetalactona é um composto orgânico isolado da planta Nepeta cataria, responsável pelo efeito que a mesma possui em gatos. Estruturalmente esta molécula é um monoterpenóide bicíclico, estando também enquadrada na classe dos iridóides. São conhecidos vários isómeros desta molécula.
A primeira descrição da extração da nepetalactona foi feita em 1941 por McElvain e colaboradores. A técnica utilizada para a extração foi a destilação a vapor.

## Efeitos em animais
O efeito da nepetalactona é particularmente visível nos gatos, apesar de nem todos os gatos serem susceptíveis: estima-se que entre 70 a 80% dos mesmos sejam sensíveis ao composto ativo da Nepeta cataria, dependendo esta sensibilidade de características hereditárias. Os gatos sensíveis à nepetalactona exibem, na presença da molécula, comportamentos semelhantes aos que ocorrem durante o cio.